# Epanaphe fasciata
Epanaphe fasciata är en fjärilsart som beskrevs av Aurivillius 1925. Epanaphe fasciata ingår i släktet Epanaphe och familjen tandspinnare. Inga underarter finns listade i Catalogue of Life.